# Triticale
× Triticale là một chi thực vật có hoa trong họ Hòa thảo (Poaceae).

## Loài
Chi × Triticale gồm các loài:

- × Triticosecale semisecale (Mackey) K.Hammer & Filat.
  - Triticum monococcum × Secale cereale.
  - Alternative crosses, genome ABRR (mixogenome A/B).
- × Triticosecale neoblaringhemii A.Camus
- × Triticosecale rimpaui Wittm.